# Paramount Airlines

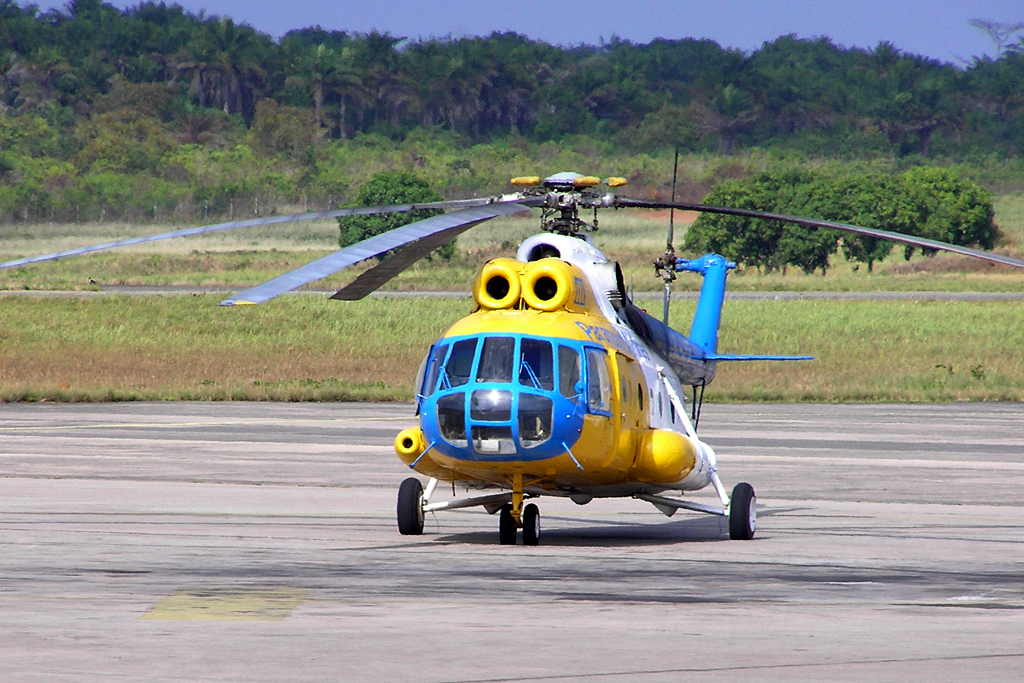
Helikopter der Paramount Airlines

Paramount Airlines war eine Helikopter-Fluggesellschaft aus Sierra Leone mit Sitz und Basis in Freetown.
Am 22. März 2006 ordnete die Europäische Kommission durch Verordnung ein Betriebsverbot in der Europäischen Union für sämtliche in Sierra Leone registrierten Fluggesellschaften an, das bis heute wirksam ist (Stand 2021). Aus Sicht der Kommission verfügt Sierra Leone über kein angemessenes System zur Beaufsichtigung seiner Luftfahrtunternehmen oder deren Luftfahrzeuge und nicht über die technische Kapazität oder die Mittel zur Durchführung dieser Aufgabe. Im Anhang A der Verordnung, der Liste der Luftfahrtunternehmen, deren gesamter Betrieb in der Gemeinschaft untersagt ist, war die Gesellschaft als Paramount Airlines, Ltd namentlich aufgeführt. Erst am 2. Juni 2020 wurde Paramount Airlines wieder aus der Liste herausgenommen. Die Behörde in Sierra Leone hatte kurz zuvor mitgeteilt, dass sie das Air Operator Certificate widerrufen habe.
Den Betrieb hatte die Gesellschaft aber schon nach dem Absturz eines Helikopters im Jahr 2007 eingestellt.  

## Flugziele und Flotte
Paramount Airlines betrieb mit ihren Helikoptern einen Shuttle-Service zwischen den Mammy Yoko Helipads in Freetown und dem Freetown International Airport. Anfang der 1990er-Jahre wurden auch Flüge unter anderem nach Abuja in Nigeria durchgeführt.
Paramount Airlines setzte vier Mil Mi-8-Hubschrauber ein.

## Zwischenfälle
Am 3. Juni 2007 stürzte ein Helikopter von Paramount Airlines beim Landeversuch auf dem Freetown International Airport ab. Hierbei kamen 22 Menschen ums Leben, darunter eine hochrangige Sportdelegation mit dem Sportminister aus Togo.